# Amersham plc
Amersham plc是一家位于英国白金汉郡阿默舍姆（Amersham）的生物技术制药公司，以所在地命名，专攻核医学药物。1946年成立，1997年收购瑞典Pharmacia公司的多项业务。2003年公司被GE医疗收购，并搬迁去美国芝加哥。